# Klaus Urbanczyk
Klaus „Banne“ Urbanczyk (* 4. Juni 1940 in Halle (Saale)) war Fußballspieler in der DDR-Oberliga, der höchsten ostdeutschen Fußballklasse. Dort spielte er für den Halleschen FC Chemie (HFC) bzw. dessen Vorgängerklubs und gewann 1962 den DDR-Fußballpokal. Urbanczyk ist 34-facher A-Nationalspieler und war Mitglied der DDR-Olympiaauswahl, die 1964 die Bronzemedaille gewann. Nach seiner Laufbahn als Fußballspieler war Urbanczyk als Trainer tätig.

## Spielerlaufbahn
Urbanczyk spielte während seiner gesamten Laufbahn in Halle. 1948 begann er in der Kindermannschaft der SG Freiimfelde Halle, durchlief alle Nachwuchsmannschaften und erlebte dabei die Umstrukturierungen über Union bzw. Turbine Halle und den SC Chemie-Halle-Leuna bis zum SC Chemie Halle und später als Oberligaspieler noch einmal zum Halleschen FC Chemie. In seinen Jugendjahren hatte er zunächst als Stürmer gespielt.
1959 schaffte der 19-jährige Fußballer mit dem SC Chemie Halle, beteiligt mit sieben Einsätzen, als Erster der 1. DDR-Liga den Aufstieg ins ostdeutsche Oberhaus. Sein erstes Oberligaspiel bestritt der 1,75 Meter große Urbanczyk am 20. März 1960 gegen den SC Wismut Karl-Marx-Stadt (1:0) als rechter Mittelfeldspieler. Bereits in seiner zweiten Oberligasaison 1961/62 war er Stammspieler der Hallenser. So stand er am 10. Juni 1962 mit dem SC Chemie auch im Endspiel um den DDR-Fußballpokal. Die Chemiker mit Urbanczyk als rechtem Mittelfeldspieler gewannen gegen den SC Dynamo Berlin mit 3:1. Dieser Pokalgewinn blieb Urbanczyks einziger Titel als Klubspieler.
In dieser Saison startete er auch bereits seine internationale Karriere. Nachdem er im Juni und September 1961 zwei Länderspiele mit der Nachwuchsauswahl bestritten hatte, kam er am 10. Dezember 1961 beim Länderspiel Marokko – DDR (2:0) zu seinem ersten Einsatz in der A-Nationalmannschaft. Dort spielte er als rechter Verteidiger, die Position, die auch später seine Karriere sowohl in der Nationalmannschaft als auch im Klub prägte. Wie beim SC Chemie setzte sich Urbanczyk auch in der Nationalmannschaft sofort als Stammspieler durch und bestritt nach seinem Ersteinsatz bis 1963 alle folgenden zwölf Länderspiele. Das brachte ihm 1963 bei einer Trainerumfrage der Zeitung Deutsches Sportecho die Auszeichnung als bester Rechtsverteidiger der Saison 1962/63 ein.
Im Sommer 1963 wurde Urbanczyk in den Kader der Olympiaauswahl der DDR aufgenommen. Mit ihr bestritt er alle sieben Qualifikationsspiele, mit denen sich die DDR für das olympische Fußballturnier 1964 in Tokio qualifizierte. Dort absolvierte er alle Spiele bis zum Halbfinale. Beim 1:2 gegen die Tschechoslowakei erlitt Urbanczyk bei einem Zusammenprall mit dem eigenen Torwart Heinsch eine schwere Knieverletzung, so dass er im kleinen Finale um die Bronzemedaille nicht eingesetzt werden konnte. Bänder und Muskeln waren gerissen. Die DDR-Auswahl gewann die Medaille durch einen 3:1-Sieg über Ägypten, und Trainer Soos setzte durch, dass Urbanczyk trotz seines Fehlens die persönliche Medaille von seinem Vertreter Peter Rock an ihn übergeben wurde. Auch während der Olympiaqualifikation 1967/68 bestritt Urbanczyk noch einmal fünf Spiele mit der Olympiaauswahl, für die er insgesamt 20 offizielle Länderspiele (ein Treffer) absolvierte.
1964 wurde Klaus Urbanczyk zum DDR-Sportler des Jahres gewählt – das einzige Mal, dass ein Fußballspieler in der Einzelwertung diese Auszeichnung erhielt. Ebenso wurde er 1964 in der DDR Fußballer des Jahres. Im selben Jahr wurde er auch mit dem Vaterländischen Verdienstorden ausgezeichnet. Er war einer der wenigen Oberligaspieler, die das „sliding tackling“, den Gegner fair vom Ball zu trennen, perfekt beherrschte. Wegen seiner Verletzung konnte Urbanczyk ein Jahr lang nicht Fußball spielen und fehlte so auch seinem Hallenser Klub beim Wiederaufstiegskampf nach dem Abstieg 1964. Halle schaffte die sofortige Rückkehr in die Oberliga, und Urbanczyk kehrte am 14. Spieltag der Saison 1965/66 wieder in die Oberliga zurück. In den folgenden Spielzeiten war er wieder voll einsatzfähig, 1966/67 und 1967/68 bestritt er sämtliche Oberligaspiele. Im Herbst 1966 kehrte er auch wieder in die Nationalmannschaft zurück. Durch die Einführung des 4-2-4-Fußballsystems wurde Urbanczyk nun sowohl in der Auswahl als auch im Klub in der Abwehr auch variabler eingesetzt, kehrte jedoch auch immer wieder auf die rechte Verteidigerseite zurück.
1971 kam Urbanczyk nochmals in positive Schlagzeilen, als er mit der Mannschaft des HFC Chemie zum UEFA-Pokalspiel im niederländischen Eindhoven weilte. Urbanczyk rettete bei einem Hotelgroßbrand mehrere Menschen aus den Flammen und wurde dabei schwer verletzt. Dadurch fiel er wieder mehrere Wochen aus und fand danach auch nicht mehr zu seiner alten Spielstärke zurück. Nachdem er bereits am 19. Dezember 1969 beim 3:1-Auswärtssieg gegen Ägypten sein letztes und 34. Länderspiel (nach FIFA-Lesart waren es 32) absolviert hatte, wurde auch die Saison 1971/72 zu seinem letzten Auftritt in der DDR-Oberliga. Bedingt durch seine Verletzung von Eindhoven wirkte er nur noch in 15 Punktspielen mit. Sein letztes Oberligaspiel fand am 21. Mai 1972 statt. In der Begegnung des letzten Saisonspieltages HFC – 1. FC Union Berlin (5:1) stand Urbanczyk noch einmal als Verteidiger in der Hallenser Mannschaft. Von 1960 bis 1972 hatte er damit 250 Oberligapunktspiele bestritten und dabei zwölf Tore erzielt. Außerdem war Urbanczyk in allen drei Europapokalspielen der Jahre 1962 und 1971 eingesetzt worden.

## Trainertätigkeit

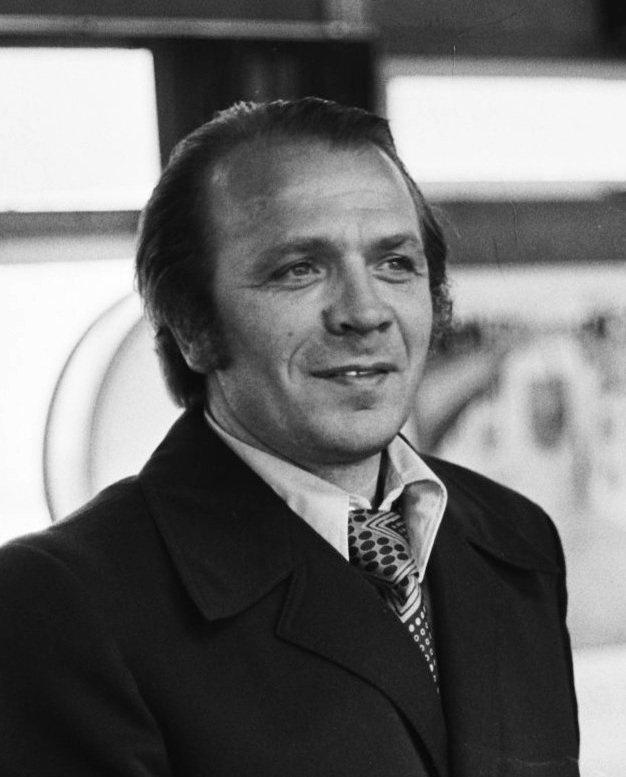
Klaus Urbanczyk (1978)

Urbanczyk hatte bereits während seiner Zeit als Fußballspieler das Sportlehrerdiplom erworben. Das machte sich der Hallesche FC Chemie zunutze und stellte Urbanczyk zur Saison 1973/74 als Trainer der 1. Männermannschaft ein, nachdem diese zuvor in die zweitklassige DDR-Liga abgestiegen war. Urbanczyk gelang es, die Mannschaft mit großer Überlegenheit sofort wieder in die Oberliga zurückzuführen. Die folgende Oberligasaison 1974/75 verlief nicht so günstig, Halle rettete sich als Elfter nur knapp vor dem erneuten Abstieg, und Urbanczyk verließ am Ende der Saison den HFC.
Es folgte ein einjähriges Engagement beim Oberligisten FC Rot-Weiß Erfurt als Assistenztrainer von Gerhard Bäßler. Zu Saisonbeginn 1976/77 übernahm Urbanczyk beim 1. FC Magdeburg das Amt des verantwortlichen Trainers für die Oberligamannschaft. Mit ihm erreichte er sowohl 1977 als auch 1978 die Vizemeisterschaft und kam im UEFA-Pokal 1977/78 bis in das Viertelfinale. 1978 und 1979 führte Urbanczyk den 1. FC Magdeburg zum DDR-Pokalgewinn. Als sich aber danach weitere Erfolge nicht mehr einstellten und die Magdeburger nach dem 20. Spieltag der Saison 1981/82 in Gefahr gerieten, einen Platz für den UEFA-Pokalwettbewerb zu verspielen, wurde Urbanczyk vom FCM entlassen.
Daraufhin kehrte Urbanczyk zum Halleschen FC zurück und übernahm dort im Sommer 1982 die Oberligamannschaft. Wieder konnte er nur zwei Jahre bleiben, denn nach dem Abstieg 1984 musste Urbanczyk den HFC zum zweiten Mal erfolglos verlassen. Es war sein letztes Engagement in der DDR-Oberliga. Nach einer einjährigen Trainertätigkeit beim DDR-Ligisten Chemie Wolfen, mit dem er 1985 ebenfalls abstieg, erhielt er eine Anstellung beim Trainingszentrum Halle-Neustadt, die er bis 1990 bekleidete.
Nachdem auf dem Gebiet der früheren DDR der DFB 1990 den Fußballspielbetrieb übernommen hatte, wurde Urbanczyk Landesnachwuchstrainer beim Fußballverband Sachsen-Anhalt. Als der Hallesche FC 1992 aus der 2. Bundesliga abstieg, übernahm Urbanczyk zum dritten Mal den Trainerposten beim HFC. In der Folgezeit wurde der Verein wirtschaftlich fast in den Ruin getrieben, zahlreiche Spieler kehrten ihm den Rücken. Aufgrund dieser Situation verließ Urbanczyk 1994 den HFC aus freien Stücken und schloss sich Anfang 1995 dem FSV Lok Altmark Stendal an. Stendal hatte sich für die neu gegründete Regionalliga Nordost qualifiziert und Urbanczyk sicherte der Mannschaft in ihrer ersten Regionalligasaison mit Platz 16 den Klassenerhalt. In der Saison 1995/96 sorgte Urbanczyks Team zunächst im DFB-Pokal für Furore. Der Drittligist warf nacheinander die höherklassigen Mannschaften vom VfL Wolfsburg, von Hertha BSC und vom SV Waldhof Mannheim aus dem Wettbewerb und erreichte so das Viertelfinale. Dort schied Stendal erst nach Elfmeterschießen (4:5) gegen den Bundesligisten Bayer 04 Leverkusen aus. Die Regionalliga-Saison 1995/96 schloss Lok Altmark unter 18 Mannschaften mit Platz acht ab. Danach beendete Urbanczyk seine Trainertätigkeit im höherklassigen Fußball. Urbanczyk war von 2007 bis 2014 als Chefscout des Halleschen FC tätig. Von 2014 bis 2017 arbeitete er als Assistent des neuen Chefscoutes Gerd Schädlich.

## Privates
Urbanzcyk ist verheiratet und hat zwei Töchter.
2019 erhielt er zwei künstliche Kniegelenke.

## Erfolge
- als Spieler
  - 1962 DDR-Pokalsieger
  - 1964 Bronzemedaille bei den Olympischen Spielen
  - 1964 DDR-Sportler des Jahres
  - 1964 DDR-Fußballer des Jahres
  - 1971 Meisterschaftsdritter in der DDR-Oberliga
- als Trainer
  - 1974 Oberligaaufstieg (Hallescher FC)
  - 1977, 1978 DDR-Vizemeister (1. FC Magdeburg)
  - 1978, 1979 DDR-Pokalsieger (1. FC Magdeburg)
  - 1978 Viertelfinale im UEFA-Pokal (1. FC Magdeburg)
  - 1995 Viertelfinale im DFB-Pokal (Altmark Stendal)